# Vales do Rio
Vales do Rio is een plaats (freguesia) in de Portugese gemeente Covilhã en telt 839 inwoners (2001).